# Reibahle (Geigenbau)

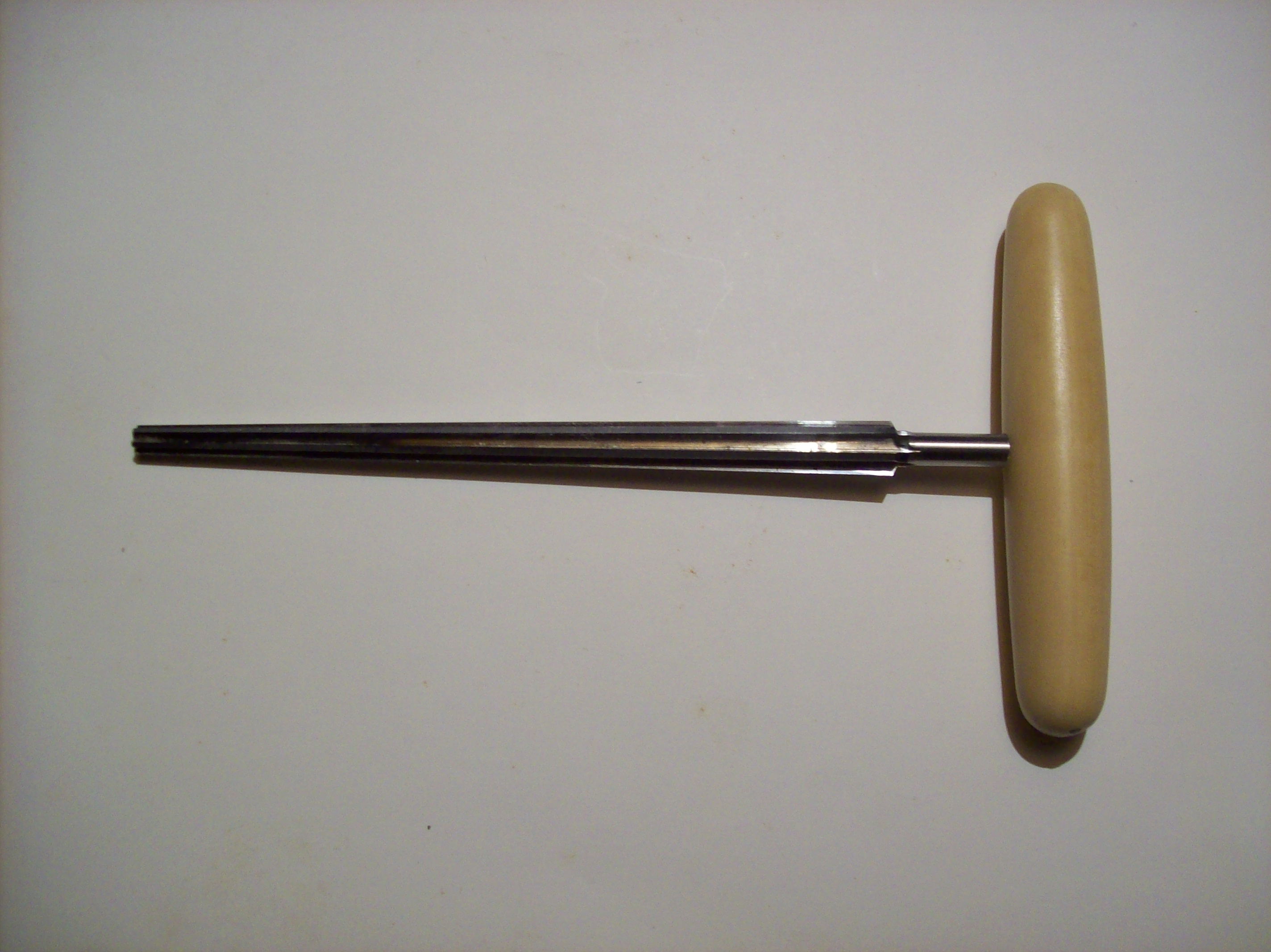
Reibahle für Geigen

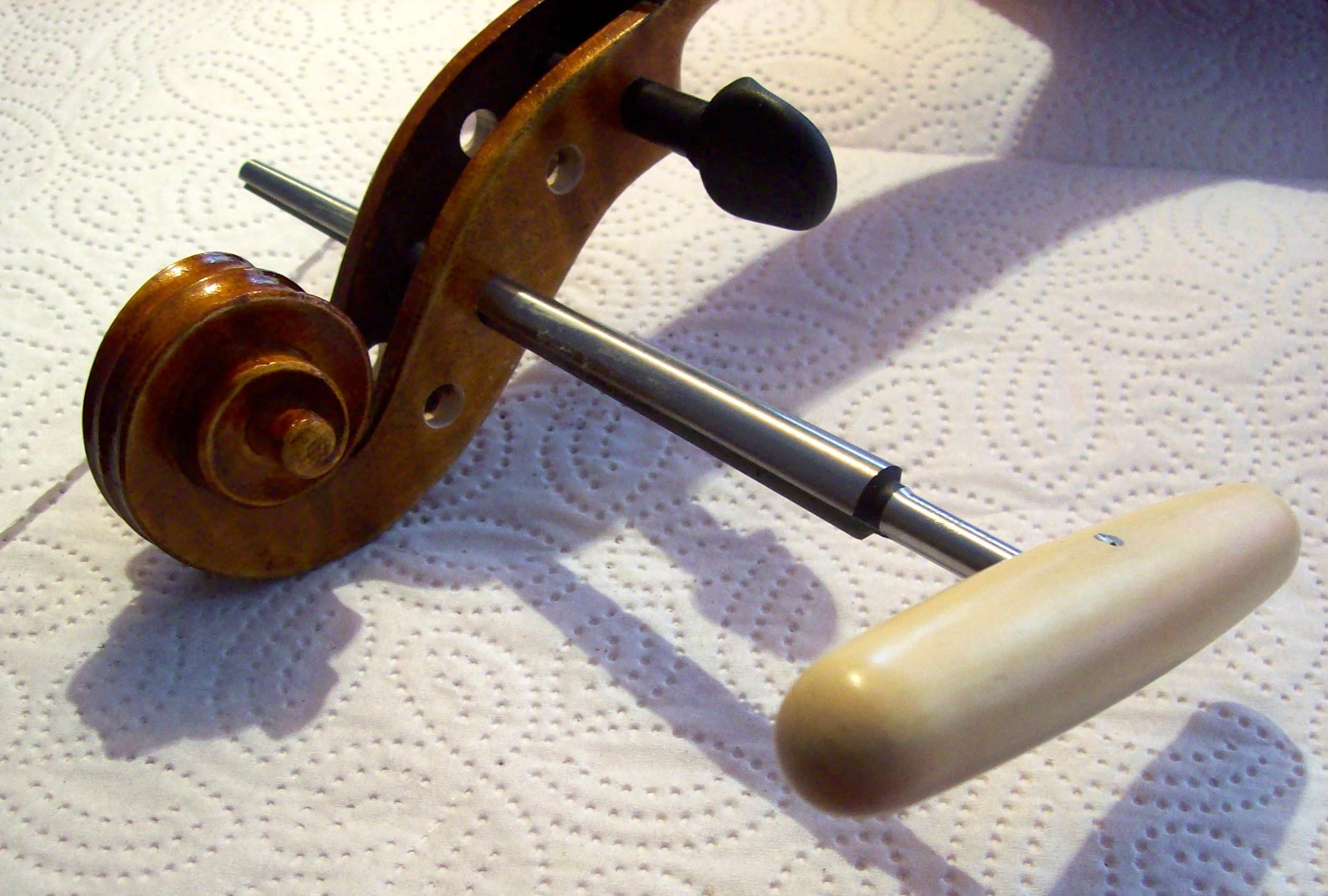
Reibahle in einem Wirbelloch

Eine Reibahle ist ein Werkzeug, welches im Geigenbau verwendet wird.
Die Reibahle dient nach dem Vorbohren der Wirbellöcher dazu, die Innenbohrung konisch zu erweitern. Der Konus bei Violinen liegt in der Regel bei 1:30, bei Violoncelli bei 1:25. Des Weiteren werden mit der Reibahle verschlissene Wirbellöcher geglättet oder für den Einbau von Feinstimmwirbeln angepasst.